# Estadio Túpac Amaru
El Estadio Túpac Amaru es un recinto deportivo ubicado en la ciudad peruana de Sicuani, Región Cusco. Fue escenario del club Cusco FC en el Torneo de Verano 2017. Asimismo, también hace lo propio el club "Union Pumacahuina" en la Copa Perú. El estadio se encuentra a una altitud de 3546 m s. n. m. y tiene capacidad para 15 230 espectadores. Cusco FC de la Liga 1 jugó aquí en el 2020 antes de la pandemia y terminada esta, volvió a su estadio anterior, quedando frustrado el proyecto que tenían de ser permanentemente locales en este recinto. 